# CITED2
CITED2‏ (Cbp/p300 interacting transactivator with Glu/Asp rich carboxy-terminal domain 2) هوَ بروتين يُشَفر بواسطة جين CITED2 في الإنسان.

## التفاعل
لقد ثبت أن CITED2 يتفاعل مع EP300 وLHX2 وTFAP2A وWT1.